# セント・ヒューバート
セント・ヒューバート（英: St. Hubert's Hound）またはサン・ユベール（仏: Chien de Saint-Hubert）とは、古くから存在するベルギーのセントハウンド（嗅覚に優れた狩猟犬種）の一種である。
現在は絶滅してしまったが、この犬種の影響はベルギーやフランス、イギリスの多くのセントハウンドに受け継がれている。

## 歴史や生い立ち
セント・ヒューバートの祖先と思われる犬種は2世紀の書物にも登場する古代犬種であるセグジウム・ハウンドである。7世紀頃に狩り好きで知られたリエージュ司教・聖ユベールが改良したものがこの犬種の始まりといわれている。あるいは11世紀ごろにベルギーの聖ユベール僧院の修道士がブリーディングしたのが最初とする説もある。
動きはゆったりとしているが、慎重で正確な嗅覚追跡は貴族に好まれた。それがフランス国王の気に入る所となり、誕生日にセント・ヒューバートを毎年1頭ずつ、6年間にも渡って献上してもらったという記録が残っている。また、13世紀ごろからは毎年数度に渡って2頭ずつ聖ユベール大修道院から献上された。
イギリスにはノルマン朝時代に渡ったとされ、ヘンリー4世がジェームズ1世に数頭送ったという記録が残されている。
それから更にこの犬種の能力が知れ渡り、多くの犬種の源流となり外国にも輸出されていったのだが、本種は徐々に衰退してゆき、フランス革命が起こった頃にはもうすでに絶滅していた。

## 特徴
子孫であるブラットハウンドと比べるとデューラップや皮膚のたるみがなく、胴長足短である。
だが他犬種に比べると頭が大きくて重量もある。毛はスムースコートで、基本的な毛色はブラックの地にタン、ホワイトのマーキング（バーニーズ・マウンテン・ドッグとは異なる）である。マズルはとがっていて、額は平ら。垂れ尾に飾り毛はない。
この犬種の一番の特徴は、垂れ耳がとても長いことである。長さは個体ごとに違うが、たいていは肩につくほどの長さである。

## セント・ヒューバートの亜流の犬種
セント・ヒューバートは毛色によっても能力が微妙に違うとされ、時には別種として取り扱われた。その一例を2犬種紹介する。
- ブラック・セント・ヒューバート（英語：Black St.Hubert's）

セント・ヒューバートの全身が漆黒色のもの。夜のハントに長けていて、粘り強いとされている。更に耳が長い。
- ルビーレッド・セント・ヒューバート（英語：Ruby-Red St.Hubert's）

こちらは全身が（宝石の）ルビーのように真っ赤な色をしているセント・ヒューバートである。
現在はこの表現は誇張であるともみられているが、表現が正しければアイリッシュ・セッターのようなレッド一色の毛色をしている。
稀にこのレッドの地色に細かな白いブチ模様があるものがいたらしく、それらはシャワー・オブ・ヘイル・ヒューバート（英語：Shower of Hail Hubert's）と呼ばれた。夜明けから早朝のハントに長けていて、頭がよいとされている。

## セント・ヒューバートの主な子孫犬種
セント・ヒューバートは前記の通り莫大な数の子孫犬種をもっている。ここではその一例を3犬種紹介する。
- ブラッドハウンド（英語：Bloodhound）

時にセント・ヒューバートと同一視されるが、それの色の濃いものに他のセントハウンドを掛け合わせて作出されたベルギーの犬種。嗅覚の鋭さはしっかり本種の特徴を受け継いでいる。
名前の意味は「高貴な血を受け継ぐ猟犬」である。近年はペットやショードッグとしても人気が高い。
- タルボット・ハウンド（英語：Talbot Hound）

現在は絶滅してしまったイギリスのセントハウンド。セント・ヒューバートの色の薄いものが輸出先のイギリスで独自 に発展し、足の長めで少々軽量化されたものである。耳は長いが、セント・ヒューバートよりは少し短い。毛色は主にホワイトや薄いタンだった。一時期セント・ヒューバートやブラッドハウンドと混同されていたため、ややこしい記述をしている資料はかなり多い。
- キングス・ホワイト・ハウンド（英語：King's White Hound）

15世紀から18世紀の間に存在したフランスの王家専用犬種。フランス名はシャン・ブラン・デュ・ロワ(Chien Blanc du Roi)。1470年に貧しい地主がルイ11世に献上した真っ白なセント・ヒューバートをもとにイタリアン・ポインターなどを交配して作出された。キングス・ホワイト・ハウンドの基礎となったスイヤールという犬は目や鼻が紅かったという逸話がある。そのためにスイヤールはアルビノであったのではなかろうかとする見方もある。